# (35776) 1999 JE11
1999 JE11 (asteroide 35776) é um asteroide da cintura principal. Possui uma excentricidade de 0.19771190 e uma inclinação de 3.41219º.
Este asteroide foi descoberto no dia 9 de maio de 1999 por Korado Korlević em Visnjan.